# Nii Ayikwei Parkes

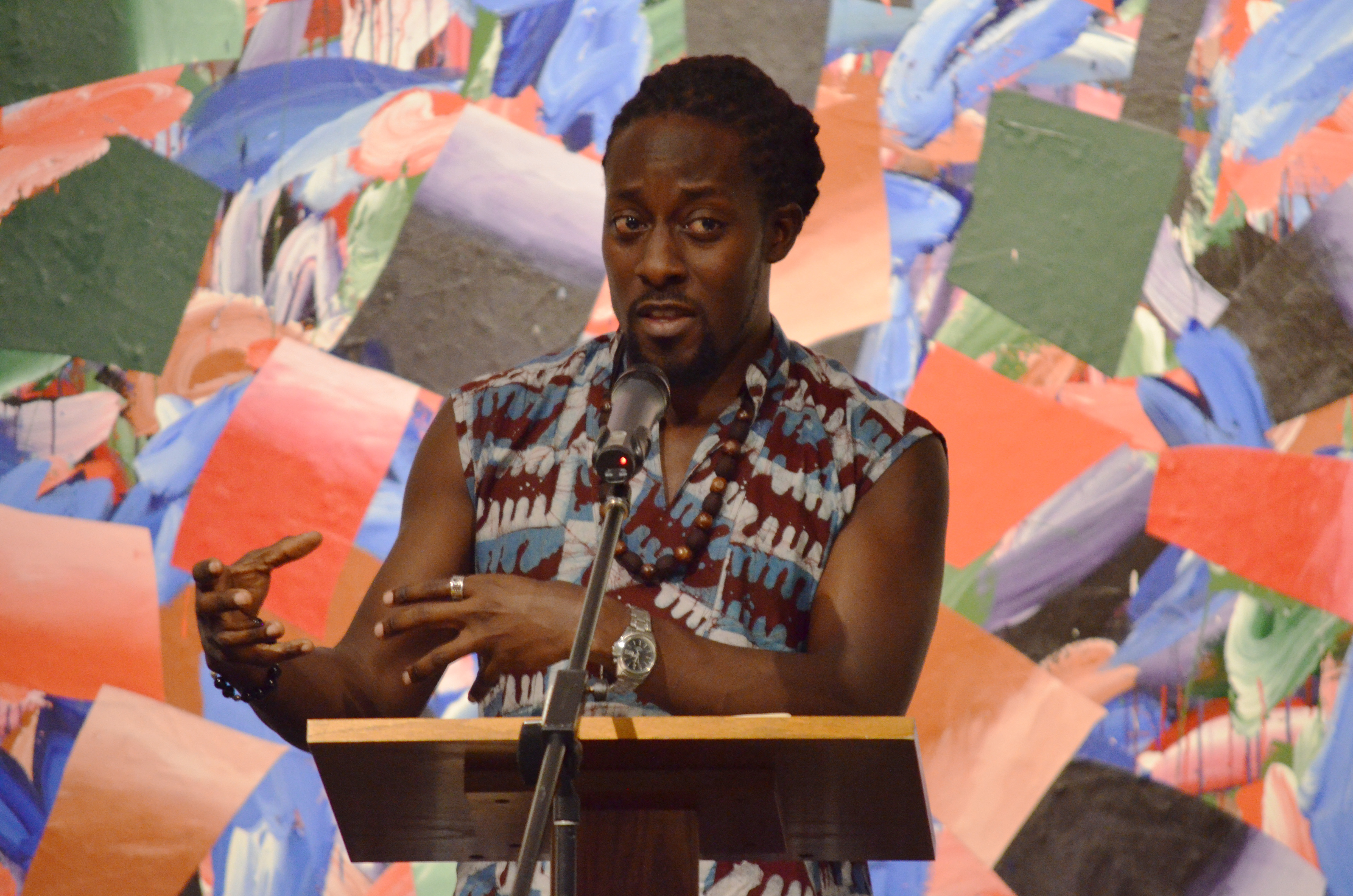
Nii Ayikwei Parkes, 2015

Nii Ayikwei Parkes (* 1. April 1974 in Lincolnshire, Vereinigten Königreich) ist ein ghanaischer Schriftsteller und Journalist, der Kurzgeschichten, Artikel, Liedtexte und auch Rap verfasst. Er nutzt auch das Pseudonym K. P. Kojo.
Parkes wurde in Großbritannien als Sohn ghanaischer Eltern geboren und wuchs in Ghana auf. Er besuchte dort zunächst die Ann's Preparatory School North Industrial Area und im Anschluss die Achimota School in Accra. Später studierte er an der Manchester Metropolitan University in England. In dieser Zeit begann er auch zu dichten und schloss sich der dortigen Dichterszene und der Black Writer's Group of Commonword an.
Parkes lebt und arbeitet zurzeit in London, wo er u. a. im Literatur-Café in Covent Garden die Reihe African Writers' Evening organisiert und moderiert. Sein Können als Champion des Farrago UK Poetry Slam und Rap-Texter ermöglicht ihm, Kinder und Jugendliche mit Emigrationshintergrund zu erreichen und künstlerisches Empowerment mittels Creative-Writing-Workshops zu vermitteln. Dokumentiert sind seine Poetry Slam Texte auf den beiden CDs Incredible Blues und Nocturne of Phrase. Er ist nebenbei tätig als Herausgeber bei dem kleinen Independent-Verlag flipped eye publishing. In Ghana hat er einen Autoren-Fonds geschaffen, der Kreatives Schreiben in der Jugend des Landes populär zu machen unternimmt.
Zusammen mit den Schriftstellerinnen Taiye Selasi, Priya Basil und Chika Unigwe bestritt er die Tübinger Poetik-Dozentur 2014. Die vier repräsentieren das, was Taiye Selasi „Afropolitan Literature“ nennt.
Sein erster Roman, Tail of the Blue Bird, kam im Juni 2009 beim Verlag Jonathan Cape heraus und erreichte die Shortlist des  Commonwealth Writers’ Prize 2010. Der afrikanische Stadtmensch und Gerichtsmediziner Kayo ermittelt in einem Dorf im Hinterland Ghanas wegen des Todes der Mätresse eines Ministers. Auch in Deutschland wurde dieser Kriminalroman mit dem deutschen Titel Die Spur des Bienenfressers ein Bestseller und erreichte u. a. in der KrimiWelt-Bestenliste Platz 8 der besten Krimis des Jahres 2010. Als Produktion des WDR entstand 2013 in einer Bearbeitung von Maria Franziska Schüller und der Regie von Thomas Leutzbach daraus das gleichnamige 54-minütige Hörspiel.

## Werke
- Eye of a boy, lips of a man, 1999
- Timbooktu – An African American Poetic Oddesey, 2002
- Peace Poems, 2003
- Fourteen Two, 2004
- M is for Madrigal, 2004
- Tell Tales Vol. 1, 2004
- Poetry on a Plate, 2004
- Tail of the Blue Bird, Edition Jonathan Cape (Imprint von Randomhouse), London 2009
  - Die Spur des Bienenfressers, Kriminalroman, aus dem Englischen von Uta Goridis, Unionsverlag, Zürich 2010. ISBN 3-293-00422-9
- The Makings of You, Peepal Tree Press, 2010

## Belege
1. ↑  Autorenprofil Parkes beim British Council
2. ↑  Profil des Autors beim Unionsverlag
3. ↑  Hörspiel-Fassung des „Bienenfressers“, Deutschlandfunk

| Personendaten    | Personendaten                             |
| ---------------- | ----------------------------------------- |
| NAME             | Parkes, Nii Ayikwei                       |
| ALTERNATIVNAMEN  | Kojo, K. P. (Pseudonym)                   |
| KURZBESCHREIBUNG | ghanaischer Schriftsteller und Journalist |
| GEBURTSDATUM     | 1. April 1974                             |
| GEBURTSORT       | Lincolnshire, Vereinigten Königreich      |